# Dusun Tengah (Seginim)
Dusun Tengah is een bestuurslaag in het regentschap Bengkulu Selatan van de provincie Bengkulu, Indonesië. Dusun Tengah telt 508 inwoners (volkstelling 2010).